# Alive (canción de The Black Eyed Peas)
«Alive» (Vivo) es una canción grabada por el grupo estadounidense The Black Eyed Peas para su quinto álbum de estudio The E.N.D.. Fue lanzado como un sencillo promocional en iTunes el 26 de mayo como parte de una cuenta atrás hasta el lanzamiento del disco. Este es el segundo sencillo que se lanza en esta cuanta atrás después de Imma Be.
Fue puesto en lanzado el 23 de mayo en el Reino Unido y el 25 de mayo en Australia y Europa.
A pesar de que las otras 2 canciones promocionales del álbum The E.N.D. fueron lanzadas como sencillos del disco Alive nunca fue estrenada como tal.

## Información
Alive es una balada pop que cuenta con un estilo electrónico. Las voces de los miembros del grupo cuentan con la tecnología auto-tune. La canción está compuesta por varias texturas y efectos musicales procetentes tanto del estilo electro como del pop y algunos toques de Jazz.
En la letra de Alive se aprecia una parte rapeada por Fergie en la utiliza el mismo tono y la misma estructura que en la canción My Humps. El tema habla del amor y sobre las relaciones que te hacen sentir vivo.